# ケプラー1638b
ケプラー1638b(英語:Kepler-1638b)は地球から約2800光年離れた位置にある恒星ケプラー1638を公転している太陽系外惑星である。2016年に、NASAのケプラー宇宙望遠鏡が1284個の太陽系外惑星を発見したと公表され、ケプラー1638bもその一つであった。

## 特徴
| 地球 | ケプラー1638b |
| ---- | ------------- |
| 地球 | Exoplanet     |

ケプラー1638bは地球の1.6倍の大きさを持つスーパーアースサイズの惑星だとされている。公転周期は259日で主星から0.745 auのところを公転している。ケプラー1638bはケプラー1638のハビタブルゾーン内を公転していると考えられており、地球に対してどれだけ似ているかを表したEarth Similarity Index(地球類似性指標)は0.76である。